# Шляхтенко, Михаил Кондратьевич
Михаил Кондратьевич Шляхтенко (1899—1953) — заместитель начальника Управления особых отделов (УОО - 2-е управление) НКВД СССР, затем начальник штаба группы советских оккупационных войск в Германии, генерал-майор интендантской службы (1943).

## Биография
Русский, из зажиточной крестьянской семьи. В 1909 окончил трёхклассное училище. До 1910 работал в хозяйстве отца, далее мальчик-ученик, чёрнорабочий, продавец в портняжной мастерской Норденштлена и магазина Ремезова в Петрограде с 1910 по 1916. В царской армии с 1916 по 1918 рядовой сапёрного лейб-гвардии полка, писарь-ефрейтор третьего железнодорожного батальона. В Рабоче-Крестьянской Красной Армии с 1 августа 1918: машинист-делопроизводитель, адъютант военного комиссара Невельского уезда и Витебского губернского конного запаса, помощник командира роты полка железнодорожной обороны Западного фронта, адъютант Отдельного батальона при Псковской губернской ЧК. Учился в Высшей тактической школе РККА с 1922 по 1923. Член РКП(б) с ноября 1919. Участник гражданской войны против белоэстонцев и Юденича с 1918 по 1920.
В органах ОГПУ-НКВД помощник командира 6-го отдельного пограничного батальона ОГПУ в Пскове с 1923 по 1924, командир роты первой пограншколы ОГПУ с 1924 по 1925, помощник начальника 9-го погранотряда ОГПУ в Пскове с 1925, помощник начальника Первой пограншколы по учебно-строевой части с 1925 по 1927, начальник контрольно-разведывательного отдела Мурманского губернского отдела ГПУ с 1927, начальник агитационно-пропагандистского отделения политического отдела Управления пограничной охраны и войск ГПУ ПП ОГПУ по Ленинградскому военному округу с 1928 по 1931, начальник политотдела Управления пограничной охраны и войск ПП ОГПУ по Средней Азии, начальник политотдела УПВО НКВД Закавказской социалистической советской республики с 1934 по 1937, начальник политотдела УПВО НКВД Украинской ССР с 1937 по 1938, начальник 4-го отдела 2-го Управления (особых отделов) НКВД СССР в 1938, заместитель начальника 4-го отдела Главного управления государственной безопасности НКВД СССР Николая Фёдорова по июнь 1939. С 1931 по 1934 участник борьбы с басмачеством. Уволен из НКВД 19 июня 1939. Пенсионер по инвалидности до 6 сентября 1939.
Далее, начальник по политической части центрального управления ВОХР и ПВО народного комиссариата речного флота СССР до февраля 1941 года. В РККА по партийной мобилизации Куйбышевского обкома ВКП(б) с июня 1941 как начальник тыла 3-й резервной армии, заместитель командующего 3-й резервной армии по тылу, заместитель командующего 48-й армии по тылу с декабря 1942, начальник штаба по тылу Первого Белорусского фронта с декабря 1943 по июнь 1945, начальник штаба тыла группы советских оккупационных войск в Германии с июня 1945 по март 1946, заместитель начальника, начальник управления советской военной администрации провинции Саксония-Анхальт с марта 1946 по октябрь 1949. Также окончил Высшие курсы усовершенствования политсостава РККА в городе Белебей в октябре 1942 и с 8 октября находился в действующей армии. После годичного лечения в военном госпитале с октября 1949 уволен в отставку 7 октября 1950.
Похоронен на Введенском кладбище (11 уч.).

### Звания
- бригадный комиссар, 19.03.1936;
- дивизионный комиссар, 08.04.1938;
- полковник интендантской службы;
- генерал-майор интендантской службы, 01.09.1943.

### Награды и почётные звания
- орден Ленина, 06.11.1945;
- 4 ордена Красного Знамени:
  - 24.09.1943 — за образцовое выполнение боевых заданий Командования на фронте борьбы с немецкими захватчиками и проявленные при этом доблесть и мужество[3];
  - 03.06.1944 — за образцовое выполнение боевых заданий командования на фронте борьбы с немецкими захватчиками и проявленные при этом доблесть и мужество[4];
  - 03.11.1944 — за долголетнюю и безупречную службу в Красной Армии[5];
  - 24.06.1948;
- орден Богдана Хмельницкого 1-й степени, 31.05.1945 — за образцовое выполнение боевых заданий командования на фронте борьбы с немецкими захватчиками и проявленные при этом доблесть и мужество[6];
- орден Кутузова 2-й степени, 06.04.1945 — за умелое и мужественное руководство боевыми операциями и за достигнутые в результате этих операций успехи в боях с немецко-фашистскими захватчиками[7];
- орден Отечественной войны 1-й степени, 16.09.1945 — за успешное выполнение заданий Государственного Комитета Обороны по производству боеприпасов и за обеспечение ими Красной Армии и Военно-Морского флота в период Великой Отечественной войны[8];
- орден Красной Звезды, 14.02.1936;
- орден Трудового Красного Знамени;
- медаль «XX лет РККА», 22.02.1938;
- медаль «За оборону Сталинграда», 1943;
  - медаль «За оборону Москвы», 01.05.1944;
  - медаль «За победу над Германией», 16.10.1945;
  - медаль «За взятие Берлина», 09.06.1945;
  - медаль «За освобождение Варшавы», 09.06.1945;
  - почётный работник ВЧК-ГПУ, 20.12.1932[9];
- орден «Крест Грюнвальда» 3-го класса (Польша);
- 2 польские медали.